# Bowlesia uncinata
Bowlesia uncinata là một loài thực vật có hoa trong họ Hoa tán. Loài này được Colla mô tả khoa học đầu tiên năm 1835.